# Romain Collin
Romain Collin (* 24. Oktober 1979 in Antibes) ist ein französischer Fusion- und Jazzmusiker (Piano, Komposition). Jon Weber vom amerikanischen National Public Radio charakterisierte ihn als „einen visionären Komponisten, einen herausragenden Jazzpianisten und einen hellen aufstrebenden Stern in der Welt des Jazz“.

## Leben und Wirken
Collin, der in Antibes aufwuchs, besuchte von 2001 bis 2004 das Berklee College of Music in Boston, wo er bei Dave Liebman und Joe Lovano studierte. 2007 schloss Collin sein Masterstudium am Thelonious Monk Institute of Jazz bei Lehrern wie Larry Goldings, Russell Ferrante, Ron Carter, Charlie Haden, Mulgrew Miller und Wynton Marsalis ab. Während dieser Zeit tourte er mit Herbie Hancock und Wayne Shorter und trat zudem mit Marcus Miller, Jimmy Heath und Terence Blanchard auf. 
2009 veröffentlichte Collin, der seitdem in New York lebt, sein Debüt als Leader, The Rise and Fall of Pipokuhn (Fresh Sound), das in Frankreich, Japan und den USA im Radio gespielt wurde; Marian McPartland wurde auf ihn aufmerksam und lud ihn 2010 in ihre Show Piano Jazz bei NPR ein. 2012 folgte Collins zweites Album, The Calling (Palmetto) im Trio mit Kendrick Scott am Schlagzeug und Luques Curtis am Bass, 2015 in gleicher Besetzung (aber mit Gästen) das Album Press Enter (ACT, 2015). Collin tourte mit diesem Trio in Frankreich, Deutschland, Spanien, Italien, den Niederlanden, der Schweiz, der Türkei, den Vereinigten Staaten und Japan.
2019 veröffentlichte Collin zusammen mit dem Mundharmonika-Virtuosen Gregoire Maret und dem Gitarristen Bill Frisell das Album Americana (ACT). Im selben Jahr erschien Tiny Lights (XM) mit eigenen Kompositionen im Trio mit Schlagzeuger Obed Calvaire und dem Gitarristen Matthew Stevens (in zwei Titeln sind auch die Prager Philharmoniker zu hören). Mit Sänger Sachal Vasandani legte er die Duo-CD Midnight Shelter vor, die 2021 bei BR-Klassik als „Jazz-CD des Monats“ präsentiert wurde.
Collin hat zudem die Musik für zwei Dokumentarfilme verfasst, die von Malala Yousafzai und ihrem Fonds produziert wurden, sowie für weitere Kurzfilme, aber auch zu Le Bresil par la Cote (fünfteiliger Spielfilm-Dokumentarfilm, 2014), Les Airventuriers (zweiteiliger Spielfilm-Dokumentarfilm, 2015).
Collin unterrichtete Improvisation an der New School of Music in New York und wurde als Gastdozent eingeladen, Filmmusik an der Princeton University zu unterrichten.